# Хубач, Вальтер
Вальтер Хубач (нем. Walther Hubatsch; 17 мая 1915, Кёнигсберг — 29 декабря 1984, Бонн) — немецкий историк.

## Биография
Хубач вырос в Тильзите, где посещал гуманитарную гимназию. Он происходил из саксонско-лужицкой семьи, живущей в Восточной Пруссии уже в третьем поколении. После окончания средней школы он добровольно работал в студенческой бригаде по укреплению дельты Мемеля и служил в 1934/35 гг. в учебном батальоне пехотного полка в Тильзите. Затем он изучал историю, германскую филологию и географию в Кёнигсбергском университете. Семестр он изучал в Мюнхене историю искусств, семестр — в Гамбурге географию и, наконец, последовал Гёттингенский университет, где он решил сделать своей профессией историю. В Гёттингене он выдержал в 1939 году государственный экзамен. С 1939 по 1944 годы он был офицером пехоты на Западном и Восточном фронтах. Во время коротких отпусков в 1941 году Хубач получил докторскую степень за работу «Немецко-скандинавские отношения в контексте европейской политики». Выступал сотрудником журнала боевых действий командования вермахта. После Второй мировой войны Хубач работал в Гёттингене. С 1956 года он профессор в Бонне. В 1959—1983 гг. заведовал кафедрой истории Средних веков и Нового времени.

## Работы
Хубач относился к консервативно настроенным историкам. Особое внимание он уделял военной и административной истории Пруссии, например, истории системы управления Пруссии при Фридрихе II. Кроме того, он был издателем и инициатором многотомной истории политической системы Германии. Много работы посвятил истории Балтийского региона от Средневековья до наших дней. Также уделял большое внимание истории Первой и Второй мировых войн и военной истории. На русский язык переведена книга Хубача «Захват Дании и Норвегии. Операция „Учение Везер“. 1940—1941».